# Árif al-Árif
Árif al-Árif (arabsky عارف العارف‎, 1891 – 30. července 1973) byl novinář, historik a starosta Východního Jeruzaléma pod jordánskou správou v období od roku 1950 do září 1951.

## Biografie
Narodil se v Jeruzalému v roce 1891, studoval v Turecku a během první světové války byl odveden do turecké armády. Byl zajat a strávil tři roky v zajateckém táboře na Sibiři. Odtud uprchl po ruské revoluci roku 1917. Vrátil se Palestiny. Stal se redaktorem nacionalistického arabského listu Surija al-Džanubija, který vycházel v Jeruzalému v roce 1919. Prosazoval politiku nenásilné ale radikální opozice proti sionismu. V roce 1920 se podílel na nepokojích v Palestině 1920, přičemž byl zatčen a spolu s Amínem al-Husajním uprchl do Sýrie. V nepřítomnosti byl úřady britské mandátní Palestiny odsouzen na 10 let pro podněcování nepokojů. V roce 1929 se vrátil do Palestiny a v letech 1933–1948 byl státním úředníkem. V roce 1936 se stal nejvyšším vládním úředníkem v Beer ševě. V letech 1950–1951 zastával post starosty Jeruzaléma (tehdy již ovšem rozděleného města, jehož západní část kontroloval Izrael). Do funkce starosty se na několik měsíců vrátil ještě v roce 1955, kdy došlo k novelizaci komunálních samosprávných procedur.
Kromě politické a úřední činnosti se věnoval také literatuře. Je autorem knih Beduínská láska, právo a legenda, Historie Beerševy a jejích kmenů, Historie Gazy a Historie Jeruzaléma. Zemřel 30. července 1973 v Rámaláhu; dle jiných zdrojů v Jeruzalémě.